# Republiek Labin

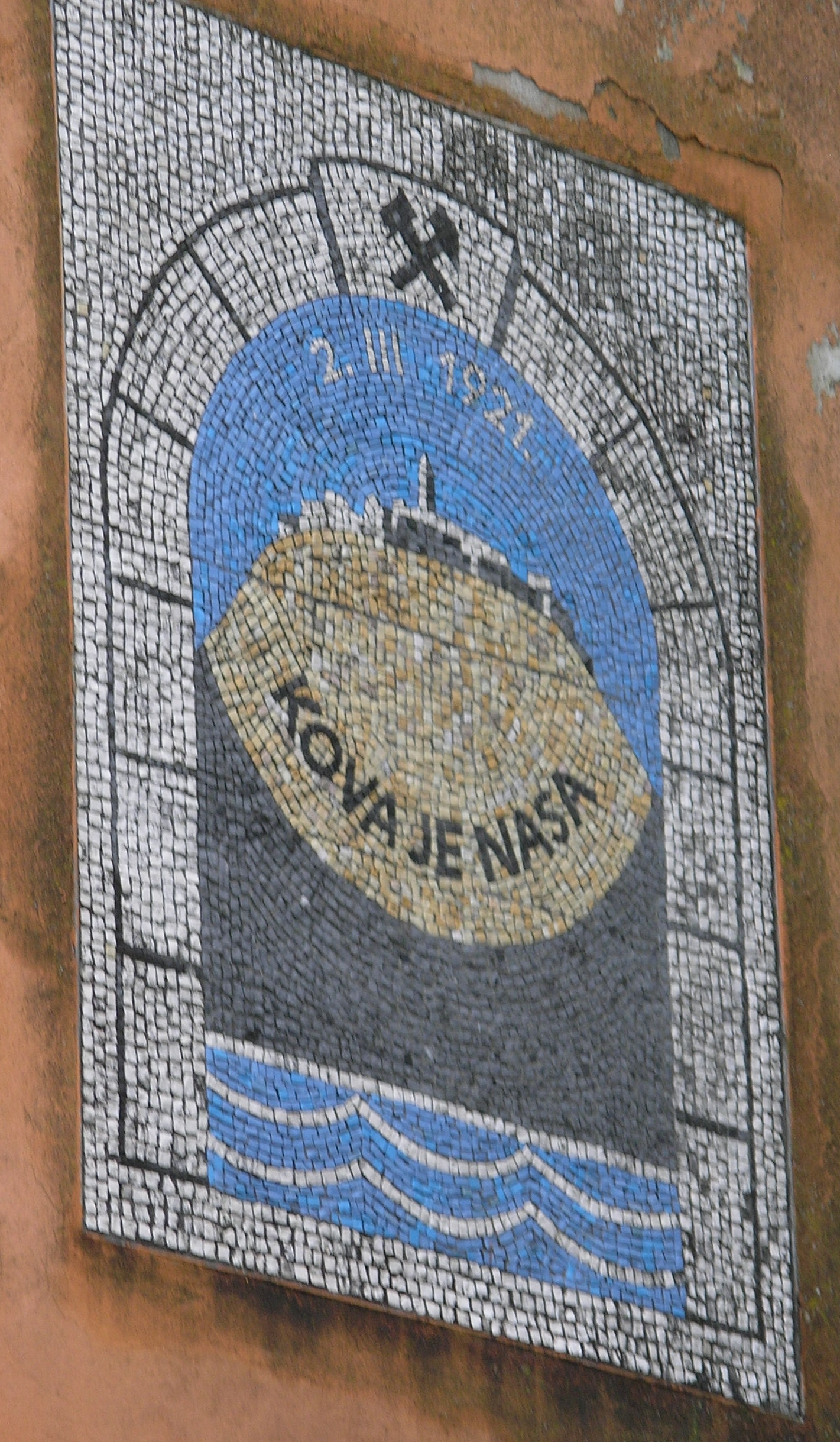
Mozaïek ter nagedachtenis van de revolte der mijnwerkers van Labin in 1921. De leus betekent: "De mijn is van ons".

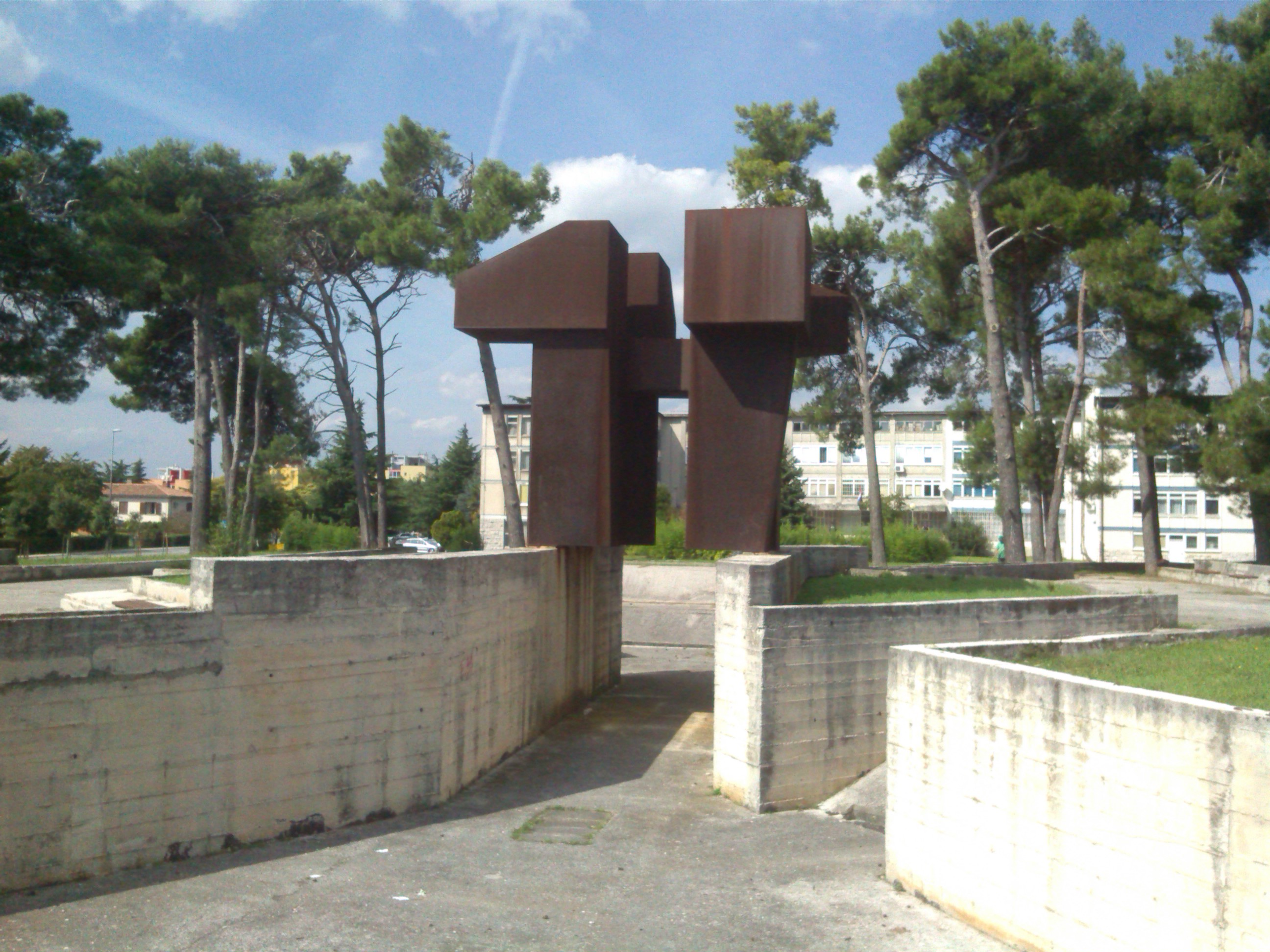
Monument in Labin voor de gevallen Joegoslavische partizanen, de slachtoffers van het fascisme en de slachtoffers van het neerslaan van de Republiek Labin.

De Republiek Labin (ook: Vrije Republiek Labin, Republiek Albona, Kroatisch: Labinska republika, Italiaans: Repubblica di Albona) was tussen 2 maart en 8 april 1921 een republiek, uitgeroepen en bestuurd door mijnwerkers en boeren in Labin (Italiaans: Albona) in Istrië (tegenwoordig deel van Kroatië), als uitvloeisel van een staking en daaropvolgende opstand. In de regionale geschiedschrijving ziet men deze revolte als de eerste antifascistische opstand ooit. Hij werd door Italiaanse politie, militairen en fascistische paramilitaire eenheden onderdrukt.

## Voorgeschiedenis en verloop
In 1919, na de Eerste Wereldoorlog, werd Istrië door het Verdrag van Saint-Germain aan Italië toegekend. Met name Kroatische en Sloveense inwoners kregen te maken met een politiek van rigoureuze italianisering. Onder de Italiaanse overheersing werd de steenkoolmijnbouw sterk opgevoerd, waardoor de mijnwerkers in toenemende mate uitgebuit werden.  
Nog voordat de Italiaanse fascisten in Italië zelf aan de macht waren gekomen, vielen ze in 1921 onder andere in Triëst en Pazin vakbondsvertegenwoordigers aan. In Proština vond in februari 1921 al een tegen Italiaanse fascisten gerichte opstand van boeren plaats.
De mijnwerkers van de streek rond Labin probeerden zich in wekenlange confrontaties met de Italiaanse mijneigenaren tegen de uitbuiting en onderdrukking te weer te stellen. Op 1 maart 1921 escaleerde het conflict, toen fascistische strijders, vermoedelijk gesteund door de mijneigenaren, de leider van de mijnwerkers, Giovanni Pippan (andere schrijfwijze: Pipan), aanvielen en zwaar verwondden. Vanaf 2 maart protesteerden meer dan 2000 arbeiders tegen de fascistische terreur. Boeren en andere inwoners van Labin sloten zich bij hen aan. Een mijnwerkerscomité (later in de volksmond als "Centraal Comité" betiteld) besloot een staking uit te roepen, de steenkoolmijnen te bezetten en onder de leus "Kova je nasa" ("De mijn is van ons") een vrije republiek uit te roepen. Het Centraal Comité nam het lokale bestuur op zich en handhaafde de openbare orde door een bewapende "rode garde" (crvene straže). 
Op 8 april 1921 werd de opstand na urenlange gevechten neergeslagen.